# Beilul (sommergibile)
Il Beilul è stato un sommergibile della Regia Marina.

## Storia
Nel 1939-40 fu assegnato, insieme e sette suoi gemelli, al V° Grupsom di Lero (Potolago) rientrando a Messina il 13 maggio 1940.
All'entrata dell'Italia nella seconda guerra mondiale aveva base ad Augusta.
Il 10 giugno 1940 fu inviato in agguato tra Pantelleria e Lampedusa, rientrando – senza aver avvistato navi nemiche – il 19 giugno.
Il 7 luglio (lo comandava il capitano di corvetta Paolo Vagliasindi) cercò di silurare, da scarsa distanza, un cacciatorpediniere nemico che aveva avvistato al largo di Creta, forse danneggiandolo: non esistono tuttavia conferme. Danneggiato dalla reazione con bombe di profondità, dovette lasciare prematuramente la posizione e fare ritorno in porto. Le navi che aveva attaccato facevano parte della formazione britannica che avrebbe partecipato alla battaglia di Punta Stilo.
Nella notte fra l'8 ed il 9 gennaio 1941, inviato in missione offensiva al largo di Caso, individuò – al largo di Creta – un convoglio di 5 trasporti e tre navi scorta: lanciò quattro siluri in superficie e si allontanò poi immergendosi; avvertì due detonazioni, ma non vi sono conferme.
Nel settembre 1941, durante l'operazione britannica «Halberd» (consistente nell'invio di un convoglio a Malta, ma i comandi italiani ritennero opportuno l'invio di alcuni sommergibili in Mar Ligure temendo un'azione di bombardamento navale) fu dislocato in agguato difensivo al largo delle coste della Liguria.
Il 25 novembre dello stesso anno, al comando del tenente di vascello Francesco Pedrotti, fu inviato al largo di Derna, dove, il 30 novembre, fu oggetto dell'attacco di un idrovolante Short Sunderland, che provocò la morte del sottocapo Alessandro Bianchet: il sommergibile reagì con le mitragliere, obbligando l'aereo alla ritirata. Rientrò alla base il 5 dicembre.
Il 4 giugno 1942, mentre operava nelle acque prospicienti la Cirenaica, lanciò tre siluri contro due convogli di piccole dimensioni, ma fu rilevato dalle unità di scorta e pesantemente bombardato con cariche di profondità, riportando vari danni.
Passò poi parecchio tempo in cantiere per i necessari lavori di riparazione.
Il 12 giugno 1943 (al comando del tenente di vascello Pasquale Beltrame) lanciò tre siluri contro altrettanti cacciatorpediniere classe J in navigazione all'altezza di Capo Passero: le armi fallirono i lanci, ma il Beilul riuscì ad allontanarsi indenne in immersione.
Entrò poi in cantiere a Monfalcone, per essere sottoposto a lavori di modifica e manutenzione.
La proclamazione dell'armistizio lo sorprese in bacino di carenaggio e, non potendo ovviamente partire, fu catturato dai tedeschi, che lo usarono come bettolina carburanti.
Si decise poi di riattarlo e rimetterlo in servizio e, allo scopo, fu fatto arrivare da Bordeaux (sede della base di Betasom), nel marzo-aprile 1944, un equipaggio italiano agli ordini del TV Mario Rossetto; ma in maggio, colpito da un attacco aereo, il Beilul, i cui lavori erano ormai quasi terminati, affondò nel porto di Monfalcone.
Il Beilul aveva svolto in tutto 34 missioni di guerra, percorrendo complessivamente 23.305 miglia in superficie e 3321 in immersione.